# Obtožbe o genocidu v Donbasu
Po ukrajinski Revoluciji dostojanstva, med sledečo vojno v Donbasu ter med pripravami na rusko invazijo na Ukrajino 24. februarja 2022 (in po njej) je Rusija lažno obtožila Ukrajino »genocida nad rusko govorečimi prebivalci Donbasa«. Ukrajina je od 2014 do 2022 bila v vojni s samooklicanimi proruskimi »ljudskimi republikami« v Donecku in Lugansku. Ruski predsednik Vladimir Putin je invazijo na Ukrajino opravičil z obtožbo o genocidu, za katerega ni dokazov in je bila ovržena.
Po invaziji je Ukrajina na Meddržavno sodiščem (International Court of Justice – ICJ) vložila tožbo proti Ruski federaciji, da bi izpodbijala obtožbe Rusije. ICJ je med postopkom sporočil, da ni našel nobenih dokazov o genocidu. Obtožbo Rusije je zavrnilo tudi Mednarodno združenje poznavalcev genocida. Naknadna poročila tridesetih strokovnjakov za pravo in genocid so opozorila, da so obtožbe Rusije t. i. »obtožbe v ogledalu«, ki nakazujejo na rusko spodbujanje h genocidu nad Ukrajinci.

## Vojna v Donbasu in obtožbe
V vzhodnem in južnem delu Ukrajine je velik del prebivalstva rusko govorečega. Oblasti Doneck in Lugansk se nahajata v regiji Donbas, v kateri rusko govoreči prebivalci predstavljajo večino. Vendar to ne pomeni, da gre za etnične Ruse – v obeh oblasteh so po podatkih cenzusa 2001 v večini Ukrajinci in Rusi v manjšini. Po Revoluciji dostojanstva 2014 so se v Donecki in Luganski oblasti pojavile oborožene proruske paravojaške enote (ki so vsebovale tudi ruske vojake in so jih vodili ruski državljani), ki so razglasile neodvisnost obeh regij in sprožile vojno v Donbasu.
V osmih letih vojne v Donbasu je bilo na obeh straneh skupaj ubitih okoli 14.300 ljudi. Po podatkih Organizacije združenih narodov je bilo ubitih 6.500 proruskih in ruskih vojakov, 4.400 ukrajinskih vojakov ter 3404 civilistov na obeh straneh skupaj. Velika večina smrti civilistov se je zgodila leta 2014, preden se je fronta ustalila. Število smrti civilistov je nato močno padlo in je bilo po 2015 do invazije 2022 pretežno posledica min in neeksplodiranih ubojnih sredstev. Leta 2019 je bilo 27 civilnih žrtev, 2020 26 ter 2021 25. Številko 13.000–14.000 mrtvih, od tega 500 otrok, je Putin navedel kot število žrtev v Donbasu, brez razlikovanja med civilnimi in vojaškimi žrtvami.
Ruske oblasti Ukrajino že od 2014 obtožujejo, da v Donbasu preganja rusko govoreče prebivalstvo. Vladimir Putin je situacijo označil kot »genocid« leta 2015, 2019 in 2021. Putin je na dan invazije 24. feburarja 2022 v video nagovoru trdil, da v Donbasu poteka »genocid nad milijoni ljudmi, ki živijo tam« ter da je »namen te operacije zaščita ljudi, ki že osem let trpijo genocid in ponižanje s strani kijevskega režima.« Ruska propaganda je iz Putinovih obtožb razvila frazo »Kje ste bili osem let?«
23. februarja 2022, dan pred rusko invazijo na Ukrajino, je Ukrajina na Generalni skupščini Združenih narodov pozvala mednarodno skupnost, naj ustavi ruske načrte agresije. Stalni predstavnik Rusije pri Združenih narodih, Vasilij Nebenzja, je dejal: »Glede na očiten genocid in človekove pravice ljudi sveta – pravica do življenja – je kršena in naša država ne more ostati ravnodušna do usode 4 milijonov prebivalcev Donbasa.«
Vladimir Putin je na srečanju Državljanske zbornice Ruske federacije 3. novembra 2023 trdil, da je po Revoluciji dostojanstva 2014 Ukrajina »začela iztrebljati Ruse v Donbasu«. Ruski predstavnik v Varnostnem svetu Združenih narodov je pred 2. obletnico invazije trdil, da je glavni razlog za invazijo bil, ker naj bi »14.000 ljudi v Donbasu bilo žrtev neonacističnega režima, ki je bil 2014 nastavljen v Kijevu«.

## Odzivi
Organizacija za varnost in sodelovanje v Evropi (OVSE), ki je spremljala konflikt v Ukrajini od leta 2014 do 31. marca 2022, je izjavila, da nikoli ni našla nobenega dokaza, ki bi podpiral obtožbe Rusije.
Ukrajina je 7. marca 2022 vložila pritožbo na Meddržavno sodišče (ICJ), v kateri je navedla, da so obtožbe Rusije o genocidu neresnične in v nobenem primeru ne morejo zagotoviti pravne podlage za invazijo. Meddržavno sodišče je 16. marca izjavilo, da ni našlo nobenih dokazov o genocidu, in odločilo, da mora Rusija »nemudoma prenehati s svojimi vojaškimi operacijami v Ukrajini« ter »Ukrajina ima razumno pravico, da ne sprejme vojaške akcije Ruske federacije za preprečevanje in kaznovanje tako imenovanega genocida v Ukrajini.«
Mednarodno združenje poznavalcev genocida (IAGS) je februarja 2022 izdalo izjavo v imenu več kot 300 strokovnjakov za genocid, v kateri je obsodilo rusko zlorabo izraza genocid za upravičevanje lastnega nasilja. Melanie O'Brien, predsednica IAGS, je dejala, da »ni nobenega dokaza, da se v Ukrajini dogaja genocid«.
Februarja 2022 je nemški kancler Olaf Scholz Putinove trditve zavrnil kot »smešne« in dejal, da ni dokazov o genocidu v vzhodni Ukrajini.